# (9631) Hubertreeves
(9631) Hubertreeves ist ein Asteroid des Hauptgürtels, der am 17. September 1993 vom belgischen Astronomen Eric Walter Elst am La-Silla-Observatorium (IAU-Code 809) der Europäischen Südsternwarte in Chile entdeckt wurde.
Der Asteroid ist Mitglied der Koronis-Familie, einer Gruppe von Asteroiden, die nach (158) Koronis benannt ist.
(9631) Hubertreeves wurde am 28. September 1999 nach dem kanadischen Atom- und Astrophysiker und populärwissenschaftlichen Autor Hubert Reeves (1932–2023) benannt, der mit zahlreichen Büchern und Filmen zur Popularisierung von Erkenntnissen der Astronomie und der Kosmologie beitrug.